# آدو موست
آدو موست (انگلیسی: Aadu Must؛ زادهٔ ۲۵ مارس ۱۹۵۱) سیاستمدار و نماینده مجلس اهل استونی است.